# Omomiłek parkowy
Omomiłek parkowy (Cantharis livida) – gatunek chrząszcza z rodziny omomiłkowatych i podrodziny Cantharinae.

## Morfologia

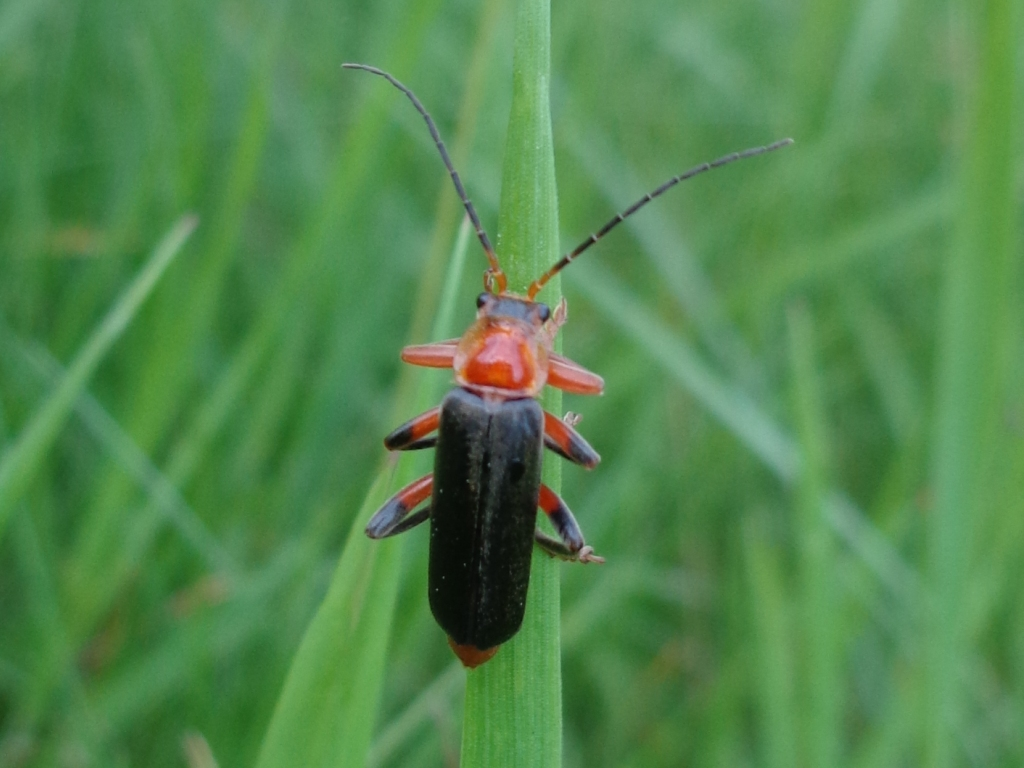
ciemna forma C. livida

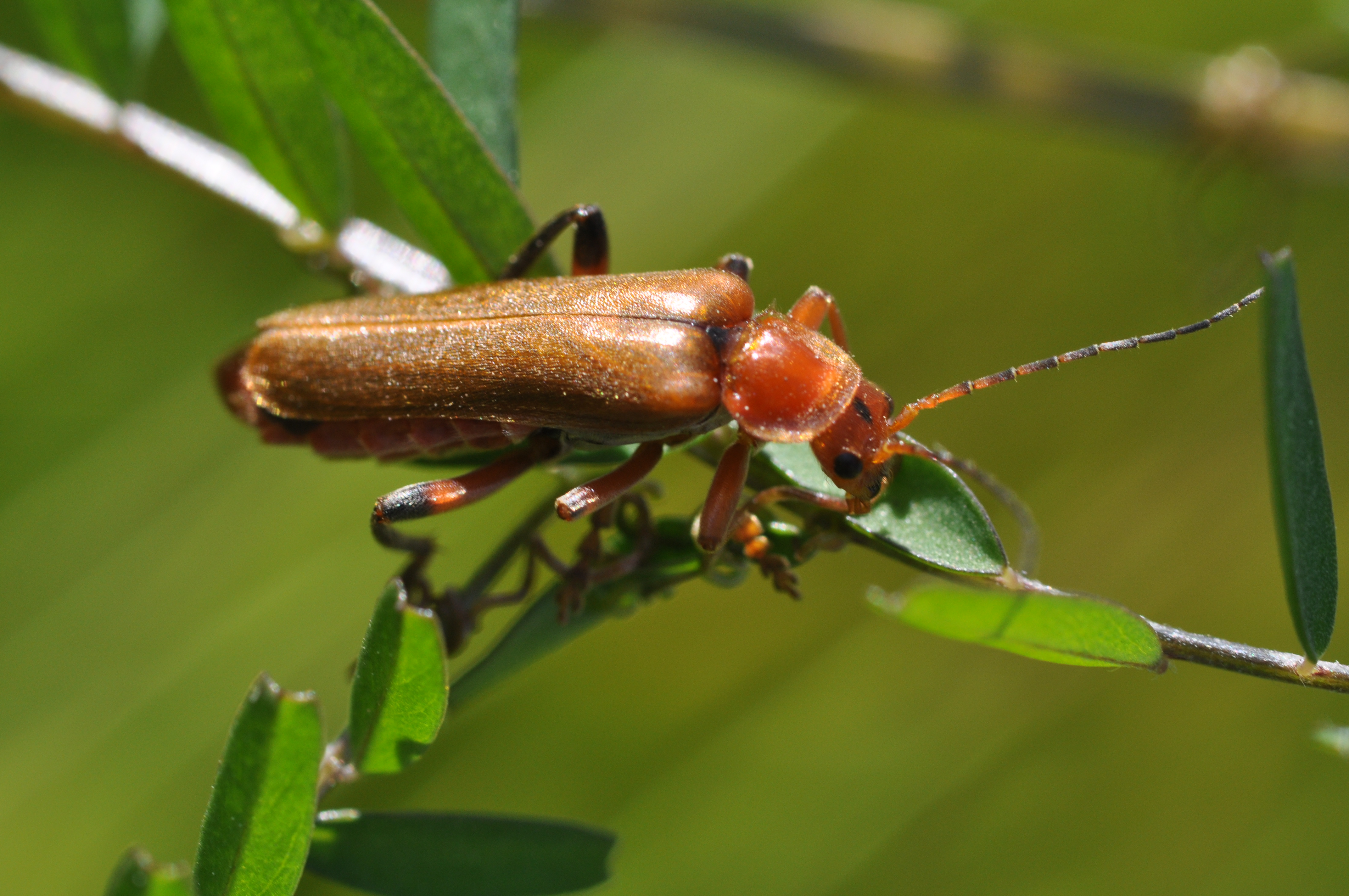
jasna forma C. livida

Chrząszcz o wydłużonym ciele długości od 9 do 13,5 mm. Głowę ma rudopomarańczową, zwykle z czarnym znakiem środkowym na ciemieniu. Przedplecze ma wypukłą, niemal półkolistą krawędź przednią, bardzo szeroko zaokrąglone kąty przednie, zaokrąglone krawędzie boczne oraz zaokrąglone z zaznaczonym wierzchołkiem kąty tylne. Ubarwienie ma jednolicie pomarańczowe. Pokrywy u formy jasnej są w całości brudnożółte do ceglastych, u formy bicolorata mają zaczerniony, niekiedy rozlegle, wierzchołek, a u formy ciemnej (rufipes) są całkiem czarne, często z niebieskawym połyskiem, a czasem z parą jasnych znaków podłużnych na guzach barkowych. Tylne golenie są czarne, czasem z wyjątkiem podstawy i wierzchołka. Tylne uda są czerwone z wierzchołkową ¼ do ⅓ czarną. Wyłącznie pazurki tylnych stóp z ząbkiem u podstawy. Genitalia samca cechują się równej szerokości, prętowatymi laterofizami i niewykraczającymi poza obrys tarczki grzbietowej paramerami.

## Ekologia
Zamieszkuje tereny otwarte, porośnięte wysoką trawą, z domieszką drzew lub krzewów. Owady dorosłe występują od kwietnia lub maja do lipca, przy czym mogą być pojedynczo poławiane jeszcze w sierpniu.

## Rozprzestrzenienie
Gatunek palearktyczny. W Europie pospolity, z wyjątkiem północy Fennoskandii. Wykazany z Albanii, Austrii, Belgii, Bośni i Hercegowiny, Białorusi, Bułgarii, Czech, Danii, Estonii, Finlandii, Francji, Grecji, Litwy, Luksemburgu, Niemiec, Polski, całej europejskiej Rosji, Słowacji, Szwajcarii, Szwecji, Ukrainy, Węgier, Wielkiej Brytanii i Włoch. Ponadto znany z Syberii, Azji Mniejszej (w tym Turcji), Kaukazu, Armenii i Afryki Północnej.